# Гефелль (Айфель)
Гефелль (нем. Gefell) — община в Германии, в земле Рейнланд-Пфальц.
Входит в состав района Вульканайфель. Подчиняется управлению Даун. Население составляет 90 человек (на 31 декабря 2010 года). Занимает площадь 2,79 км².